# Съдебна гробница
Съдебната гробница (на гръцки: Μακεδονικός τάφος της Κρίσεως) е погребално съоръжение от последната четвърт на IV век пр. Хр., разположено край град Негуш, Гърция. Съдебната гробница е най-голямата и най-впечатляващата македонска гробница. Открита е случайно в 1954 година и е разкопана от Фотиос Пецас в 1954 - 1964 година. Реставрирана е в 1998 година. В 1962 година и повторно заедно с целия некропол в 2012 година гробницата е обявена за паметник на културата.

## Местоположение
Гробницата е част от македонския град Миеза, чиито развалини са разположени край негушкото село Голишани (Левкадия), Гърция. Разположена е на 2 km източно от Голишани, на стария път, свързващ Миеза с Едеса. На 150 m на запад е Антемийската, а на 300 m на изток - Кинхевата гробница.

## Име
Името си носи от рисунката на фасадата, която изобразява починалият, воден от Хермес Психопопм (Водача на души) пред Еак и Радамант – съдиите в Подземния свят.

## Архитектура
Гробницата е ограбена и повредена още в древността. Има две помещения и извит покрив. Покрита е с глинена могила, която има височина 1,50 m и диаметър 10 m. Това е единствената македонска гробница с двуетажна фасада, която редува дорийски стил долу и йонийски горе. Така фасадата имитира двуетажна сграда с фронтон. Четири дорийски полуколони и два пиластра в ъглите поддържат архитрав и дорийски фриз. Над корниза и една многоцветна зона с флорална декорация е разработен йонийски фриз, на който релефи изобразяват борбата на гърци и варвари – вероятно македонците с персите. Над фриза между шестте йонийски полуколони и двата пиластра има седем псевдопрозореца като същевременно се поддържа. От фронтона са оцелели само фрагменти Вътре в гробницата е разделена на тясно, но високо преддверие и основна погребална камера.

## Рисунки
Картините на фасадата правят гробницата уникална. Те са свързани с религиозните вярвания, описания в Платоновия диалог „Горгий“. Рисунките са четири, автономни, изпълнени в полетата между дорийските колони. На двете табла вляво от входа на гробницата са починалият и Хермес Психопомп, който го води в Подземното царство, а на двете вдясно – съдиите в Подземния свят Еак и Радамант. Мъртвецът, облечен в къса туника, е единственият, който не е обозначен с надпис, очевидно, защото е добре познат човек в обществото на Миеза. Предполага се, че това е генералът на Александър Велики, родом от Миеза Певкест. Метопите са украсени с изключителни картини от легендарната битката на лапити с кентаври.